# Невашово
Невашово — деревня в Кирилловском районе Вологодской области.
Входит в состав Чарозерского сельского поселения, с точки зрения административно-территориального деления — в Чарозерский сельсовет.
Расстояние по автодороге до районного центра Кириллова — 89 км, до центра муниципального образования Чарозера — 5 км. Ближайшие населённые пункты — Тимофеево, Болозново, Лохта.
По данным переписи в 2002 году постоянного населения не было.